# فاليري كابريسكي
فاليري كابريسكي (بالفرنسية: Valérie Kaprisky)‏ (مواليد 19 أغسطس 1962) ممثلة فرنسية ظهرت في الفيلم المثير  أفروديت ثم ظهرت لأول مرة في فيلمها الأمريكي إلى اخر نفس بطولة بجانب ريتشارد جير في نسخة الجديدة من فيلم لاهث (1960)، كما ظهرت في فيلم لا فام بوبليك (1984) من قبل أندريه زولاواسكي، الذي مرشحت عنه لنيل جائزة سيزار لأفضل ممثلة عام 1985.

## حياتها
ولدت "فاليري شيريز" في "نويي سور سين ، أوت دو سين ، فرنسا. كابريسكي هو اسم والدتها البولندية قبل الزواج. هي من أصل تركي والأرجنتين إلى جانب والدها. عندما كانت في الثامنة من عمرها، اكتشفت مهرجان كان السينمائي وقررت أن تصبح ممثلة. في 17 انتقلت إلى باريس، والتحقت المدرسة الثانوية خلال النهار ومدرسة كور فلوران للتمثيل في الليل. 

## روابط خارجية
- فاليري كابريسكي على موقع IMDb (الإنجليزية)
- فاليري كابريسكي على موقع ألو سيني (الفرنسية)
- فاليري كابريسكي على موقع أول موفي (الإنجليزية)
- فاليري كابريسكي على موقع قاعدة بيانات الأفلام السويدية (السويدية)
- فاليري كابريسكي على موقع قاعدة بيانات الفيلم (الإنجليزية)
- فاليري كابريسكي على موقع كينوبويسك (الروسية)